# Eva Briegel
Eva Briegel (Leonberg, Baden-Württemberg, Alemanha, 3 de Dezembro de 1978) é uma cantora alemã, vocalista da banda de pop rock Juli.

## Biografia
Em 1982 Eva e sua família se mudaram para Langgöns, Hesse, onde Eva frequentou a escola primária, antes de ir para Linden, onde participou da Anne-Frank-Schule. Depois de passar um ano na Liebigschule em Gießen, Eva finalmente graduou-se.
Em seu último ano de escola, Eva cantou em várias bandas e para diferentes projetos, mostrando um forte interesse em uma carreira na música. No entanto, começou a estudar História da Arte na Heidelberg, e retirou-se após o primeiro semestre. Então, passou vários anos estudando vários assuntos no Justus-Liebig-Universität Gießen, mas nunca se formou. Durante este tempo, teve vários empregos temporários, como a venda de instrumentos musicais e de computadores. Mais tarde trabalhou como garçonete e bartender.

## Carreira
Em 2000, Eva foi convidada pela Goodwell Musical para servir como uma substituta para a cantora Miriam Adameit na banda Sunnyglade. Ela concordou imediatamente e se tornou a nova cara da banda. Em 2000 o nome do grupo foi mudado para Juli. Embora, inicialmente, tenha cantado canções com letras em inglês, a Juli voltou a cantar em sua língua nativa, o alemão. Eva Briegel mais tarde disse: "Nós não voltaremos para o alemão para encontrar nossa identidade, ou qualquer coisa, nós apenas não fomos bons o suficiente em inglês para expressar o que sentimos em nossas canções." A banda já lançou dois álbuns muito bem sucedidos, Es ist Juli, em 2004, e Ein neuer Tag, em 2006, ambos alcançando o status de disco de platina.

## Outras atividades
Eva Briegel é uma vegetariana convicta e comprometida com o grupo de direitos dos animais, o PETA.

## Discografia
- Es ist Juli
- Ein neuer Tag
- In Love

## Premiações
- Bundesvision Song Contest, com a banda Juli em 12 de fevereiro de 2005
- Prêmio Bambi na categoria música nacional em 30 de novembro de 2006
- Eins Live Krone, prêmio de rádio na categoria de "Best Band"